# اسکات گولدبلات
اسکات گولدبلات (به انگلیسی: Scott Goldblatt) (زادهٔ ۱۲ ژوئیهٔ ۱۹۷۹) شناگر اهل ایالات متحده آمریکا است.